# Прюндейл (Каліфорнія)
Прюндейл (англ. Prunedale) — переписна місцевість (CDP) в США, в окрузі Монтерей штату Каліфорнія. Населення — 18 885 осіб (2020).

## Географія
Прюндейл розташований за координатами 36°48′42″ пн. ш. 121°39′18″ зх. д. / 36.81167° пн. ш. 121.65500° зх. д. (36.811747, -121.654960).  За даними Бюро перепису населення США в 2010 році переписна місцевість мала площу 119,66 км², з яких 119,28 км² — суходіл та 0,38 км² — водойми.

## Демографія
Згідно з переписом 2010 року, у переписній місцевості мешкало 17 560 осіб у 5703 домогосподарствах у складі 4443 родин. Густота населення становила 147 осіб/км².  Було 6047 помешкань (51/км²).
Расовий склад населення:
| - 67,0 % — білих - 3,8 % — азіатів - 1,1 % — корінних американців - 1,0 % — чорних або афроамериканців - 0,3 % — вихідців з тихоокеанських островів - 20,7 % — осіб інших рас |

До двох чи більше рас належало 5,9 %. Частка іспаномовних становила 41,7 % від усіх жителів.
За віковим діапазоном населення розподілялося таким чином: 24,8 % — особи молодші 18 років, 63,5 % — особи у віці 18—64 років, 11,7 % — особи у віці 65 років та старші. Медіана віку мешканця становила 40,1 року. На 100 осіб жіночої статі у переписній місцевості припадало 101,7 чоловіків;  на 100 жінок у віці від 18 років та старших — 100,2 чоловіків також старших 18 років.
Середній дохід на одне домашнє господарство  становив 89 117 доларів США (медіана — 70 017), а середній дохід на одну сім'ю — 95 159 доларів (медіана — 75 981). Медіана доходів становила 41 374 долари для чоловіків та 43 611 долар для жінок. За межею бідності перебувало 9,8 % осіб, у тому числі 11,2 % дітей у віці до 18 років та 7,6 % осіб у віці 65 років та старших.
Цивільне працевлаштоване населення становило 8807 осіб. Основні галузі зайнятості: освіта, охорона здоров'я та соціальна допомога — 21,6 %, будівництво — 11,7 %, сільське господарство, лісництво, риболовля — 11,6 %.